# Зародыш (фильм)
«Зародыш» (другое название — «Эмбрион»,англ. Embryo) — американский художественный фильм 1976 года, фантастический фильм-триллер с элементами фильма ужасов режиссёра Ральфа Нельсона.
Главные роли в фильме исполнили Рок Хадсон, Барбара Каррера, Дайен Лэдд, Джон Элерик, Родди Мак Дауэлл, Энн Сшедин и Джек Колвин. Премьера фильма состоялась 21 мая 1976 года в США.

## Сюжет
Пол Холлистон — учёный, доктор. Он был женат, а его жена Николь уже ждала ребёнка. Но с ней произошёл несчастный случай, и она погибла. Вместе с ней погиб и неродившийся ребёнок Пола. А сам Пол остался вдовцом, сейчас он живёт вместе со своим сыном Гордоном и своей двоюродной сестрой Мартой Дуглас.
Со времени гибели своей жены доктор Холлистон занимается генетическими экспериментами, помогает ему в этом его сын Гордон. Доктору удаётся добиться успехов в своих опытах — он изобретает препарат, который может ускорить рост эмбриона.
Однажды доктор, возвращаясь домой на своём автомобиле, нечаянно сбивает собаку, перебегающую дорогу. Доктор исследует мёртвую собаку и выясняет, что она беременна. Полу удаётся без повреждений извлечь развивающегося зародыша и начать его искусственное выращивание, применяя свой препарат — буквально через несколько дней вырастает взрослая собака.
Доктор решает продолжить эксперименты уже на людях. Для этого с помощью своего друга он находит человеческий эмбрион. Он принадлежал одной несовершеннолетней девушке, которая покончила с собой. Эксперимент проходит успешно — из эмбриона развивается девушка. Пол называет её Викторией.
Итак, Виктории уже 22 года, и на этом возрасте доктор хочет приостановить её развитие. Для этого он прекращает вводить препарат девушке. Но несмотря на отсутствие стимуляции, развитие Виктории продолжается, и она начинает стареть. Ровный ход эксперимента нарушен… …А Виктория становится маньяком-убийцей…

## В ролях
- Рок Хадсон — доктор Пол Холлистон
- Барбара Каррера — Виктория Спенсер
- Джон Элерик — Гордон Холлистон
- Дайан Ладд — Марта Дуглас
- Родди Мак Дауэлл — Франк Рилей
- Джек Колвин — доктор Джим Уинстон
- Энн Сшедин — Хелен Холлистон
- Винсент Баггетта
- Джойс Бразерс
- Дик Уинслоу

## Критика
Цитата из книги «1001 видеофильм. 1970—1991»:
Фильм, навеянный историей Франкенштейна. Врач (Хадсон) вводит во внутриутробный плод гормон роста, и уже через неделю из плода вырастает полноценная женщина, умеющая к тому же играть в шахматы. Врач, естественно, влюбляется в неё, но потом происходит всё так же, как с чудовищем Франкенштейна.

## Другие названия
- Embryo, Created to Kill
- Зародыш, Эмбрион
- Die Brut des Bösen
- Alkio
- To ergastirio tou diavolou
- Embrión